# Bistrifluron
Bistrifluron ist ein Insektizid aus der Gruppe der Benzoylharnstoffe. Es wird zur Bekämpfung beißend-kauender Insekten wie Blattläuse, Weiße Fliegen, Raupen und Termiten eingesetzt. Für Säugetiere ist es nicht besonders giftig, jedoch kann die Bioakkumulation bedenklich sein. Es weist eine geringe Toxizität für Vögel sowie eine mäßige bis hohe Toxizität für die meisten Wassertiere, Honigbienen und Regenwürmer auf.